# ستيف هاتشينسون
ستيف هاتشينسون (بالإنجليزية: Steve Hutchinson)‏ هو لاعب كرة قدم أمريكية أمريكي، ولد في 1 نوفمبر 1977 في فورت لودرديل في الولايات المتحدة.

## وصلات خارجية
- ستيف هاتشينسون على موقع مرجع كرة القدم المحترفة.كوم (الإنجليزية)